# چسکز، شهرستان گریفیک
چسکز، شهرستان گریفیک (به لاتین: Trzęsacz, Gryfice County) یک روستای لهستان در لهستان است که در Gmina Rewal واقع شده‌است.

## خصوصیات
چسکز ۸۹ نفر جمعیت دارد.